# Comprehensive Accounting in Respect of Ecology
 (avril 2025).
La mise en forme du texte ne suit pas les recommandations de Wikipédia : il faut le « wikifier ».
Les points d'amélioration suivants sont les cas les plus fréquents :
- Les titres sont pré-formatés par le logiciel. Ils ne sont ni en capitales, ni en gras.
- Le texte ne doit pas être écrit en capitales (les noms de famille non plus), ni en gras, ni en italique, ni en « petit »…
- Le gras n'est utilisé que pour surligner le titre de l'article dans l'introduction, une seule fois.
- L'italique est rarement utilisé : mots en langue étrangère, titres d'œuvres, noms de bateaux, etc.
- Les citations ne sont pas en italique mais en corps de texte normal. Elles sont entourées par des guillemets français : « et ».
- Les listes à puces sont à éviter, des paragraphes rédigés étant largement préférés. Les tableaux sont à réserver à la présentation de données structurées (résultats, etc.).
- Les appels de note de bas de page (petits chiffres en exposant, introduits par l'outil «  Source ») sont à placer entre la fin de phrase et le point final[comme ça].
- Les liens internes (vers d'autres articles de Wikipédia) sont à choisir avec parcimonie. Créez des liens vers des articles approfondissant le sujet. Les termes génériques sans rapport avec le sujet sont à éviter, ainsi que les répétitions de liens vers un même terme.
- Les liens externes sont à placer uniquement dans une section « Liens externes », à la fin de l'article. Ces liens sont à choisir avec parcimonie suivant les règles définies. Si un lien sert de source à l'article, son insertion dans le texte est à faire par les notes de bas de page.
- La présentation des références doit suivre les conventions bibliographiques. Il est recommandé d'utiliser les modèles {{Ouvrage}}, {{Chapitre}}, {{Article}}, {{Lien web}} et/ou {{Bibliographie}}. Le mode d'édition visuel peut mettre en forme automatiquement les références.
- Insérer une infobox (cadre d'informations à droite) n'est pas obligatoire pour parachever la mise en page.

Pour une aide détaillée, merci de consulter Aide:Wikification.
Si vous pensez que ces points ont été résolus, vous pouvez retirer ce bandeau et améliorer la mise en forme d'un autre article.
La Comprehensive Accounting in Respect of Ecology (CARE) (anciennement "Comptabilité Adaptée au Renouvellement de l'Environnement") est un cadre conceptuel comptable, et plus largement une théorie socio-économique, décliné en une méthode comptable, reposant sur une prise en compte particulière des enjeux écologiques conjointement aux enjeux financiers. 
Son objectif est de faire évoluer la comptabilité (incluant les plans de comptes, tableaux de bord, bilans et comptes de résultats), l'analyse des performances, les modèles, ainsi que l'économie des organisations, pour y inscrire l'obligation de préserver l'environnement et l'humain conjointement à l'obligation de préservation/protection du capital financier. 
Le projet global CARE renvoie à trois niveaux de compréhension: théorie/modèle socio-économique et organisationnel, cadre conceptuel/modèle comptable et méthodologie. C'est une comptabilité intégrée, multi-capitaux (le terme "capital" est employé par ce système comptable dans un sens comptable et non économique),. 

## Histoire
Cette compréhension et conception de la comptabilité a été inspirée et impulsée par les travaux de Jacques Richard, professeur émérite à l'Université Paris-Dauphine,. CARE a ensuite été cofondé avec Hervé Gbego et Alexandre Rambaud,.
CARE est introduit initialement dans l'ouvrage "Comptabilité et Développement Durable" et est théorisé dès 2015 (sous l'appellation CARE/TDL - TDL signifiant "Triple Depreciation Line", par opposition à l'approche en Triple Bottom Line),. 
La communauté autour de ce cadre conceptuel donne lieu à plusieurs projets rattachés,,. CARE est développé scientifiquement par la Chaire Comptabilité Ecologique, qui fédère les projets de recherche associés. La communauté d'acteurs (professionnels, ONG, etc.) en lien est quant à elle fédérée par l'association CERCES (Cercle des comptables environnementaux et sociaux), qui regroupe notamment les ressources concernant le développement de ce projet comptable.

## Modèle CARE

### Observations
Trois observations sont ainsi à l'origine de CARE:
- Historiquement, la notion de "capital" est  en comptabilité "classique" (comptabilité dite en "coûts") une dette et non un ensemble d’actifs, contrairement à la vision du capital en économie et en comptabilité dite en "valeurs" (base des normes comptables IFRS)[14]. La comptabilité "classique" est ainsi conceptuellement fondée sur le suivi des avances financières faites à l’organisation (par les actionnaires, les banques, les fournisseurs, etc.) au travers de leurs emplois et consommations dans le cycle d'exploitation de l’organisation ainsi que sur la garantie de remboursement, à terme, de ces avances: ces dernières constituent l'ensemble du capital financier de l’organisation, qui représente donc l'ensemble des dettes de l’organisation[2],[15].
- Les comptabilités en "valeurs" (de marché) favorisent les actionnaires/propriétaires au détriment des autres parties prenantes[16].
- Les modèles comptables basés sur une approche néoclassique, fondée sur la "valeur" créée par la nature et les êtres humains (englobant les approches par services écosystémiques, bénéfices rendus par la nature et les êtres humains, internalisation des externalités, soutenabilité comme création de valeur, capital immatériel, etc.), sont, dans de nombreuses situations et selon plusieurs modélisations incompatibles avec des enjeux de préservation écologique sur base scientifique et collectivement acceptée[17],[18],[19],[20],[21].

### Définition
Le modèle CARE a été défini comme un cadre conceptuel comptable, rejetant les approches par la "valeur" (et donc les notions d'externalités, de "juste valeur", de capital au sens économique du terme, etc.) et explorant scientifiquement la convergence entre comptabilité "classique" et enjeux de préservation écologiques, afin de redéfinir l'architecture interne des organisations pour tenter de l'aligner sur les enjeux écologiques. C'est une sorte de langage qui permet de conceptualiser une pensée intégrée au niveau des organisations. Le modèle étend la définition du capital financier comme avance/dette aux enjeux non financiers. 
Le modèle repose sur une extension systématisée du suivi des emplois/consommations, dans l’activité de l’organisation, de ces capitaux ainsi que de la garantie de leur "remboursement" (préservation) à termes, impliquant la mise en place de comptabilités biophysiques, de tableaux de bords, etc. adaptés. CARE s’inscrit dans la soutenabilité forte écologique. Ainsi chaque entité "capitale", humaine ou non (biodiversité, climat, forêt donnée, employé-e, etc.), dont l’existence est indépendante de l’activité de l’organisation doit être préservée dans son intégrité.

### Caractérisation
CARE conduit à la restructuration du modèle organisationnel: pour exploiter les entités capitales et ainsi créer de la valeur, le modèle amène à s’interroger dès l’amont à la manière de préserver les capitaux utilisés pour cette création de valeur. À côté de la fonction organisationnelle "d’exploitation" est ainsi mise en évidence une fonction "de préservation".
Comme théorie socio-économique, le modèle CARE est caractérisé par :
- une redéfinition de l’économie à travers ses systèmes comptables (organisationnels, nationaux, écosystémiques, etc.) – renouant ainsi avec une tradition de l’économie comme "mode d’administration d’un ‘foyer’ commun" (étymologie du terme "économie") par le biais d’outils de gestion qualitatifs et quantitatifs adaptés (les systèmes comptables)
- une prise en compte de la notion de dette écologique et des conséquences socio-économiques de cette notion
- une représentation de l’économie sous la forme de flux dynamiques de capitaux monétaires et écologiques (biophysiques, humains, etc.) (extension de la partie double à l’économie), évalués à leur coût de préservation;
- une nécessaire définition collective et scientifique des capitaux non-financiers (écologiques)
- une évolution des modélisations macroéconomiques sur ces bases

Selon CARE, une entreprise ne peut calculer son profit qu'une fois garanti le "remboursement" de sa dette écologique envers ses capitaux naturels et humains, comme elle le fait déjà pour ses capitaux financiers. Cet ensemble constitue le seul exemple de cadre conceptuel comptable intégré doté de cette vision du capital pour les enjeux écologiques.

## Méthode CARE
CARE est également une méthodologie, logiquement déduite de ce cadre conceptuel, divisée en 8 phases. Le but de cette méthode est d'apporter un gain informationnel et qualitatif concret sur les performances de l’organisation.
La méthode CARE restructure les tableaux de bord, les indicateurs, le modèle d’affaires, la compréhension de la création de valeur, du chiffre d’affaires et de la chaîne de valeur, le bilan/compte de résultat et les performances de l’organisation, articulant des comptabilités biophysiques et une comptabilité intégrée finale, connectée à la comptabilité financière de l’organisation.
Les capitaux sont appréhendés par la définition de bons états écologiques, de niveaux de travail décents, de préservation de l’intégrité des êtres humains employés, etc. sur base scientifique et collectivement acceptée.

## Mise en place
Actuellement, une trentaine de mises en œuvre ont été menées, principalement sous la forme de projets de recherche et de missions. Les modalités de mise en œuvre de CARE, ainsi que leur déontologie, sont détaillées sur le site du CERCES.